# Wizards & Warriors III: Kuros: Visions of Power
Wizards & Warriors III: Kuros – Visions of Power é um jogo eletrônico de plataforma e aventura para o Nintendo Entertainment System (NES). Foi desenvolvido pela empresa Zippo Games, sediada no Reino Unido, para a Rare; foi publicado pela Acclaim Entertainment e lançado na América do Norte em março de 1992 e na Europa em 21 de janeiro de 1993. É a terceira e última parcela da série Wizards & Warriors e é a sequência do título de 1989 Ironsword: Wizards & Warriors II; também segue o lançamento do Game Boy de 1990 Wizards & Warriors X: The Fortress of Fear.
O jogo começa imediatamente a partir dos eventos no final de Ironsword, onde o cavaleiro guerreiro Kuros tinha acabado de derrotar o mago maligno Malkil do pico da Montanha IceFire. Sem saber que o espírito de Malkil ainda está intacto, Kuros é atingido por um raio de magia do espírito, fazendo com que ele perca sua armadura, memória e honra. Malkil então foge para a cidade de Piedup e toma o trono do Bom Rei James. Enquanto isso, Kuros, depois de vagar por meses no deserto sem armas, armaduras ou comida, chega à cidade de Piedup, onde ele deve construir força e utilizar vários disfarces e habilidades para enfrentar Malkil. O jogo não é linear e requer que os jogadores explorem várias áreas para pegar itens e ganhar habilidades para desbloquear diferentes partes da cidade para progredir.
Wizards & Warriors III foi desenvolvido pelos fundadores da Zippo Games, Ste e John Pickford, que também tiveram alguns programadores e artistas adicionais para ajudá-los. Os irmãos Pickford projetaram o jogo como uma homenagem ao título ZX Spectrum de 1983 da Ultimate Play the Game (antiga encarnação da Rare), Atic Atac; eles também se inspiraram para jogabilidade e arte em outros títulos de NES, como Metroid, Faxanadu e Super Mario Bros. 3. O jogo teve vendas moderadas, embora não tão boas quanto seu antecessor Ironsword. Foi elogiado por seus gráficos ousados, jogabilidade expansiva e desafio. No entanto, ele foi mais criticado por seus controles, falta de luta e a falta de continues ou senhas. Enquanto o jogo recebeu críticas mistas, Ste Pickford disse que este jogo era seu favorito pessoal. A Zippo Games, que foi adquirida pela Rare e era conhecida como Rare Manchester durante o desenvolvimento, fechou pouco antes da conclusão deste jogo, e enquanto o jogo insinuava outra sequência, isso nunca ocorreu.

## Jogabilidade

Kuros explorando as profundezas subterrâneas

Wizards & Warriors III é um jogo de plataforma que apresenta elementos de jogabilidade abertos semelhantes a jogos como Metroid e Faxanadu. Os jogadores controlam o personagem principal Kuros enquanto ele parte para derrotar Malkil e libertar a cidade de Piedup. O jogo apresenta três reinos separados nos quais o jogador deve explorar - a cidade, o submundo e o palácio; os jogadores podem navegar livremente de um reino para outro. Ao longo do jogo, os jogadores encontram dinheiro que pode ser usado para comprar itens em pousadas localizadas em Piedup; os jogadores podem comprar chaves para destrancar portas, comida e bebida para restaurar a saúde e informações de lojistas. Os jogadores começam o jogo com três vidas, e o jogo termina quando todas as vidas forem perdidas; ao contrário dos jogos anteriores Wizards & Warriors, não há senha ou recurso de continuar.
O primeiro objetivo de Kuros é ganhar novos disfarces, poderes e habilidades das três classes principais de personagens: cavaleiro, ladrão e mago. Para fazer isso, Kuros deve primeiro coletar estátuas de bronze, prata e ouro de cada classe de personagem e devolver cada estátua à sua "guilda" correspondente. Ao devolver uma estátua a uma guilda, Kuros deve passar por um teste - na forma de um nível de rolagem horizontal ou vertical com um chefe para derrotar no final - da pessoa que comanda a guilda. Depois de derrotar o chefe, Kuros é então equipado com um novo traje e habilidade. Cada classe de personagem tem três níveis, e cada um corresponde a uma estátua específica que deve ser devolvida a uma guilda específica. Por exemplo, se Kuros encontrar a estátua de bronze do ladrão, ele deve devolvê-la ao primeiro nível da guilda do ladrão; se Kuros passar no teste, ele então recebe o disfarce e a habilidade de um "ladrão de nível um". À medida que os níveis da guilda aumentam, mais difíceis os testes se tornam. Cada nova habilidade permite que os jogadores acessem novas áreas que normalmente seriam inacessíveis com outras classes de personagens e habilidades. Novas habilidades incluem armamento aprimorado para o cavaleiro, maior magia para o mago e maior acesso a edifícios através de portas e janelas para o ladrão.
Outro objetivo para encontrar e derrotar Malkil em Wizards & Warriors III é encontrar quatro joias secretas que desbloquearão a passagem escondida pela cidade de Piedup até a sala do trono do castelo onde o mago maligno está localizado. Para fazer isso, Kuros deve resgatar as três princesas do Rei James que estão escondidas em algum lugar em Piedup; cada uma delas concederá a Kuros uma joia e concordará em se casar com ele quando forem resgatadas. A gema final é obtida ao derrotar um dragão no submundo da cidade.

## Enredo
Wizards & Warriors III: Kuros: Visions of Power acontece imediatamente após os eventos no final do jogo anterior, Ironsword: Wizards & Warriors II, quando Kuros derrotou seu inimigo, o mago maligno Malkil, no pico da Montanha IceFire. Sem saber que o espírito de Malkil sobreviveu, Kuros é atingido por um raio de magia do espírito, nocauteando-o e removendo sua armadura, memória e honra. Um Malkil enfraquecido então foge e se refugia na pacífica cidade de Piedup, onde destrona o Bom Rei James e assume o controle da cidade. Enquanto isso, Kuros foi deixado vagando no deserto sem nenhuma arma, armadura ou comida. Depois de vagar por vários meses, ele finalmente chega à cidade de Piedup, onde o espírito de Malkil jaz. Enquanto está na cidade, Kuros assume vários disfarces de mago, cavaleiro e ladrão, a fim de viajar pela cidade sem ser detectado e construir força e habilidade, resgatar donzelas e se preparar para sua batalha com Malkil.
Eventualmente, Kuros faz seu caminho para a sala do trono no castelo de Piedup. Depois de libertar o Bom Rei James, Kuros encontra Malkil, que oferece sua parceria a Kuros, dizendo que eles só destruiriam um ao outro e que poderiam governar o mundo se se unissem. os jogadores então têm a opção de escolher "sim" ou "não". se o jogador escolher "sim", malkil então atira nas costas de kuros com magia e o derrota instantaneamente enquanto diz: "Ha! Ha! Ha! O Louco!!" Malkil então mantém Kuros prisioneiro, e o jogo termina. Se o jogador escolher "não", então a batalha final começa; depois que Kuros derrota Malkil, Kuros é então sugado para um portal do tempo, enviando-o para o futuro. O jogo então conclui, dizendo que Kuros restaurou a cidade de Piedup ao seu antigo eu, que as donzelas foram salvas, e que o Bom Rei James retomou seu trono; a lenda de Kuros é então imortalizada entre o povo, enquanto sua saga "se desenrola como uma bandeira gloriosa". O jogo conclui dizendo que, enquanto Malkil retornará, Kuros estará lá para derrotá-lo repetidamente, e de acordo com o jogo, "a luz reinará até o fim dos tempos". O final do jogo prepara o cenário para uma sequência, mas nenhuma sequência do jogo foi lançada.

## Desenvolvimento
O desenvolvimento de Wizards & Warriors III: Kuros: Visions of Power começou em 1990, quando, após fortes vendas com Ironsword: Wizards & Warriors II, a Rare deu à Zippo Games os direitos para desenvolver e dirigir a terceira parcela da série; os fundadores da empresa, Ste e John Pickford, co-projetaram o jogo. Ste Pickford foi o artista principal e projetou toda a arte conceitual do jogo, enquanto Lyndon Brooke também auxiliou em alguns dos desenhos, e Steve Hughes e Andy Miah escreveram o software. O jogo foi originalmente intitulado Silversword, que era o nome do projeto de desenvolvimento. Os irmãos Pickford criaram o conceito dos disfarces de Kuros como cavaleiro, mago e ladrão como uma homenagem ao título de 1983 do Ultimate Play the Game (antiga encarnação da Rare) Atic Atac lançado para ZX Spectrum. Ste Pickford disse que projetar um jogo que consistisse em vários personagens, guildas e segredos "era um sonho que se tornou realidade na época", dizendo que eles queriam prestar homenagem aos vários títulos Ultimate Play the Game que eles jogaram no início dos anos 1980. Pickford queria criar um jogo que fosse um passo à frente da maioria dos RPGs de ação para o NES; ele optou por jogabilidade não linear em que os diferentes disfarces e habilidades que os acompanham permitiriam ao jogador acessar novas áreas do mapa. "Wizards & Warriors III era mais como um jogo que eu realmente queria fazer." Pickford disse.
Assim como nos projetos anteriores da Zippo Games, a arte conceitual foi desenhada no papel. Os gráficos foram então desenhados com Deluxe Paint e então traduzidos para a ROM manualmente, sprite por sprite, já que o hardware do NES exigia precisão no posicionamento dos sprites; isso era diferente do que a Rare fazia, que era colocar cada pixel dos sprites gráficos em papel quadriculado com canetas marcadoras e então encarregar as pessoas de digitar o código na ROM. Ste Pickford disse que, embora o método de desenho de sprites da Rare fosse mais fácil, seu método, embora demorado, era mais eficiente. Quase tudo dos jogos anteriores Wizards & Warriors foi removido, exceto o protagonista principal, Kuros, e o principal antagonista do jogo, Malkil. A arte conceitual foi originalmente desenhada em preto e branco, embora os jogos estivessem sendo projetados em cores, para economizar dinheiro com fotocópias ou impressões coloridas - ambas muito caras na época. Ao desenvolver o mini-chefe "Demon", Pickford só pôde usar cerca de três quadros de animação, já que o sprite era grande para o hardware do NES. Pickford projetou o chefe "Worm" semelhante aos chefes encontrados em R-Type, onde uma série de sprites menores formavam um inimigo semelhante a uma cobra ou verme; no entanto, ele comentou que "acabou no jogo mais como uma cabeça flutuante gigante". Pickford se inspirou nos tronos em Super Mario Bros. 3 ao projetar o chefe final, Malkil.
no entanto, perto do fim do desenvolvimento, as restrições de tempo levaram os irmãos pickford a vender os jogos zippo para a rare, na qual a zippo foi renomeada para rare manchester. com a rare como seu chefe, o moral caiu para a equipe de desenvolvimento e, eventualmente, todos deixaram a empresa antes que o jogo pudesse ser concluído, fechando assim a rare manchester. de acordo com ste pickford: "Um dos programadores concluiu o jogo sozinho depois que o estúdio fechou." Pickford incluiu uma capa, que consistia em um cavaleiro em uma armadura azul-clara, na qual ele disse "era apenas algo que eu desenhei por diversão". No entanto, quando a versão final do jogo foi enviada para a Rare para aprovação após o fechamento do estúdio, eles jogaram fora a capa e adicionaram sua própria. De acordo com Pickford, "O documento voltou com cerca de dois erros de digitação corrigidos, uma nova capa e ''revisado por Tim Stampe' em letras grandes na página de título, com todos os vestígios de mim ou de qualquer um dos nomes da Zippo Games removidos, então acho que Tim teve um papel importante." O jogo foi publicado por Acclaim Entertainment e lançado na América do Norte em março de 1992 e na Europa em 21 de janeiro de 1993.
Os irmãos Pickford incluíram algumas referências a easter egg. Uma delas girava em torno do nome de um dos donos da taverna, Newton N. Ridley, que é uma brincadeira com a cervejaria Newton and Ridley da novela britânica Coronation Street. Outra referência de easter egg foi feita para Dragon Warrior com relação às princesas que Kuros deve salvar durante o jogo. Ao salvar uma princesa, ela pede a Kuros para se casar com ela, solicitando uma resposta sim/não para o jogador; se o jogador selecionar "não", a princesa responde com "Se você recusar, meu coração certamente se partirá!" e solicita a resposta sim/não novamente - semelhante à resposta "mas tu deves" em Dragon Warrior. Além disso, como todas as três princesas terão se comprometido a se casar com todas as três formas de Kuros, o plano original para o final do jogo era que as três princesas se reunissem e vissem seus heróis com quem iriam se casar, apenas para descobrir que todas as três princesas prometeram se casar com a mesma pessoa.  Para retificar a situação, Pickford pediu o que ele chamou de "a melhor saída barata", onde um OVNI sequestra Kuros com um raio de teletransporte, enviando-o para o futuro e preparando o cenário para a próxima sequência que seria chamada de Lasersword. No entanto, isso nunca aconteceu.

## Recepção
Wizards & Warriors III recebeu cobertura prévia na edição de novembro de 1991 da Nintendo Power. Lá, a revista elogiou os gráficos como sendo "atraentes", dizendo que "a Rare tem um talento especial para gráficos ousados e coloridos". Eles também elogiaram a expansividade e o desafio do jogo. No entanto, alguns meses depois, eles anunciaram que o lançamento do jogo foi adiado. O jogo acabaria recebendo uma classificação na seção de análise "George & Rob's Now Playing" em sua edição de abril de 1992, mas não recebeu uma análise.
Wizards & Warriors III: Kuros: Visions of Power vendeu 300.000 cópias na América do Norte e 30.000 cópias na Europa, de acordo com números da empresa. Foi também uma das análises em destaque na edição de fevereiro de 1992 da revista GamePro. Lá, o revisor "Slasher Quan" comparou os controles aos títulos anteriores de Wizards & Warriors, dizendo que Kuros "é difícil de controlar em certos casos, mas ainda é extremamente afiado". Suas críticas ao jogo incluíam o rastreamento frustrante de itens devido à estrutura não linear do jogo, falta de luta e a falta de continuações ou senhas; ele acrescentou que, com relação à falta de continuações ou senhas, "isso é particularmente uma pena porque a Acclaim relata que este bebê é cerca de duas vezes maior que Ironsword". No geral, ele disse que Wizards & Warriors III era "um pouco borrado em comparação com seus predecessores".
Em uma análise retrospectiva do jogo em 2008, Conrad Zimmerman do Destructoid criticou Wizards & Warriors III por muitos problemas. Embora ele inicialmente tenha elogiado o jogo por sua profundidade, ele criticou o jogo comparando Kuros aos jogos anteriores da série, dizendo que ele "ainda é um cavaleiro bonito com uma espada inútil que ele segura como se fosse sua masculinidade ao pular" e acrescentando que ele "ainda é um dos lutadores mais ineptos da história dos videogames". Ele também critica o jogo por sua falta de ação e luta, dizendo que é "mais um jogo de plataforma com uma luta de chefe ocasional". Outras críticas incluem controles lentos e sem resposta e chefes difíceis de derrotar. No geral, ele diz que Wizards & Warriors III "não é um jogo ruim, apenas um que tem algumas ótimas ideias prejudicadas por falhas sérias".
Wizards & Warriors III recebeu elogios da revista Retro Gamer em setembro de 2010, como parte de sua retrospectiva da série wizards & warriors. eles disseram que a terceira parcela foi o melhor jogo da série, bem como o favorito pessoal do desenvolvedor ste pickford, apesar do fato de que não vendeu tão bem quanto seu antecessor ironsword. o desenvolvedor ste pickford disse: "Wizards & Warriors III era mais como um jogo que eu realmente queria fazer. IronSword era praticamente uma sequência direta para um jogo que caiu em nosso colo; nós olhamos para ele e tentamos fazer uma nova versão com algumas melhorias." Pickford acrescentou que, embora pudesse ter se saído melhor com Ironsword e Wizards & Warriors III, ele gostaria de ter sido capaz de ver o último até sua conclusão.
Enquanto Wizards & Warriors III insinuou uma sequência no final do jogo, isso não aconteceu. Os direitos de publicação da série permaneceram com a Acclaim, que faliu em 2004, com seus direitos de propriedade intelectual indo para a Throwback Entertainment. No final de 2010, a empresa sediada em Toronto não tinha planos para nenhum jogo futuro da série.

## Ligações Externas
- Zee-3's official website (a empresa de jogos indie dos irmãos Pickford após o fim da Zippo Games)